# ویراکاچا
ویراکاچا (انگلیسی: Viracachá) نام یک منطقه مسکونی در کلمبیا است.